# Cursolo-Orasso
Cursolo-Orasso (Còrsu e Uress in dialetto locale) è stato un comune sparso della provincia del Verbano-Cusio-Ossola. Al momento della sua soppressione contava di 94 abitanti. Il comune nacque 1º gennaio 1928 dalla fusione dei comuni preesistenti di Cursolo e Orasso; la sede del Municipio si trovava a Cursolo.
Dal 1º gennaio 2019 si è fuso con i comuni di Falmenta e Cavaglio-Spoccia per dare vita al nuovo comune di Valle Cannobina.

## Geografia fisica
Il comune si trovava in Valle Cannobina e faceva parte della Comunità Montana Valle Cannobina, confluita successivamente nella Comunità montana del Verbano in seguito alla fusione con la Comunità montana Val Grande e la Comunità montana Alto Verbano. Parte del suo territorio, in particolare gli alpeggi di Provola e Daila e tutto il primo tratto del torrente Cannobino, sino alla sua sorgente,era compresa nel Parco Nazionale della Val Grande.

## Storia

### Simboli
Lo stemma e il gonfalone erano stati concessi con decreto del presidente della Repubblica del 17 aprile 1985.
Lo stemma del comune era bandato di rosso e d’argento, alla fascia d'azzurro, attraversante. Il gonfalone era un drappo di azzurro.

## Società

### Evoluzione demografica
Abitanti censiti

## Amministrazione
| Periodo        | Periodo        | Primo cittadino             | Partito                           | Carica      | Note |
| -------------- | -------------- | --------------------------- | --------------------------------- | ----------- | ---- |
| 24 aprile 1995 | 14 giugno 1999 | Giovanni Mazza              | Sinistra indipendente             | Sindaco     |      |
| 14 giugno 1999 | 14 giugno 2004 | Giovanni Bergamaschi        | lista civica                      | Sindaco     |      |
| 14 giugno 2004 | 8 giugno 2009  | Giovanni Bergamaschi        | lista civica                      | Sindaco     |      |
| 11 giugno 2009 | 30 marzo 2010  | Cinzia Francesca L'Episcopo | -                                 | Comm. pref. |      |
| 30 marzo 2010  | 1 giugno 2015  | Alberto Bergamaschi         | lista civica                      | Sindaco     |      |
| 1 giugno 2015  | 1 gennaio 2019 | Alberto Bergamaschi         | lista civica - Per Cursolo Orasso | Sindaco     |      |